# João Pedro Eira Antunes da Silva
João Pedro Eira Antunes da Silva (Braga, 14 januari 1999) is een Portugees voetballer.

## Clubcarrière
Silva ruilde in 2015 de jeugdopleiding van SC Braga voor die van Sporting Lissabon, nadat hij eerder al een seizoen uitgeleend was geweest aan Palmeiras FC. In het seizoen 2020/21 maakte hij zijn officiële debuut voor het tweede elftal van Sporting, dat toen uitkwam in de Liga Portugal 2. In september 2020 was hij een van de zeven spelers die opgeroepen werd bij het eerste elftal van de club voor de Europa League-voorrondewedstrijd tegen Aberdeen FC, nadat er een pak spelers ontbraken vanwege de coronapandemie. Hij speelde uiteindelijk nooit een officiële wedstrijd in het eerste elftal van de club.
In januari 2021 tekende hij bij de Spaanse eersteklasser Deportivo Alavés, dat hem evenwel meteen uitleende aan zijn Kroatische zusterclub NK Istra 1961. Met deze club haalde hij in 2021 de finale van de Kroatische voetbalbeker. Istra verloor deze finale met 6-3 van Dinamo Zagreb. Silva kwam tijdens dit toernooi enkel in actie in de kwartfinale, die Istra met 0-3 won van NK Oriolik.
In juli 2022 ondertekende Silva een driejarig contract bij de Belgische eersteklasser KV Kortrijk. In februari 2025 verliet hij de club voor het Braziliaanse Sport Club do Recife.

## Interlandcarrière
Silva speelde mocht op 30 januari 2019 invallen tijdens een oefeninterland tussen Portugal –20 en Kaapverdië –20.

## Clubstatistieken
| Seizoen | Club                 | Land              | Competitie       | Competitie | Competitie | Beker | Beker | Supercup | Supercup | Europees | Europees | Totaal | Totaal |
| Seizoen | Club                 | Land              | Competitie       | Wed.       | Dlp.       | Wed.  | Dlp.  | Wed.     | Dlp.     | Wed.     | Dlp.     | Wed.   | Dlp.   |
| ------- | -------------------- | ----------------- | ---------------- | ---------- | ---------- | ----- | ----- | -------- | -------- | -------- | -------- | ------ | ------ |
| 2020/21 | Sporting Lissabon    | Vlag van Portugal | Primeira Liga    | 0          | 0          | 0     | 0     | —        | —        | 0        | 0        | 0      | 0      |
| 2020/21 | Deportivo Alavés     | Vlag van Spanje   | Primera División | 0          | 0          | 0     | 0     | —        | —        | —        | —        | 0      | 0      |
| 2020/21 | → NK Istra 1961      | Vlag van Kroatië  | 1. HNL           | 10         | 1          | 0     | 0     | —        | —        | —        | —        | 10     | 1      |
| 2021/22 | → NK Istra 1961      | Vlag van Kroatië  | 1. HNL           | 30         | 1          | 3     | 0     | —        | —        | —        | —        | 33     | 1      |
| 2022/23 | KV Kortrijk          | Vlag van België   | Eerste klasse A  | 22         | 2          | 3     | 0     | —        | —        | —        | —        | 25     | 2      |
| 2023/24 | KV Kortrijk          | Vlag van België   | Eerste klasse A  | 38         | 2          | 2     | 0     | —        | —        | —        | —        | 40     | 2      |
| 2024/25 | KV Kortrijk          | Vlag van België   | Eerste klasse A  | 22         | 1          | 1     | 0     | —        | —        | —        | —        | 23     | 1      |
| 2025    | Sport Club do Recife | Vlag van Brazilië | Série A          | 0          | 0          | 0     | 0     | —        | —        | —        | —        | 0      | 0      |
| Totaal  | Totaal               | Totaal            | Totaal           | 122        | 7          | 9     | 0     | 0        | 0        | 0        | 0        | 131    | 7      |